# Robliza de Cojos
Robliza de Cojos – gmina w Hiszpanii, w prowincji Salamanka, w Kastylii i León, o powierzchni 21,83 km². W 2011 roku gmina liczyła 244 mieszkańców.